# Pèrdua de biodiversitat

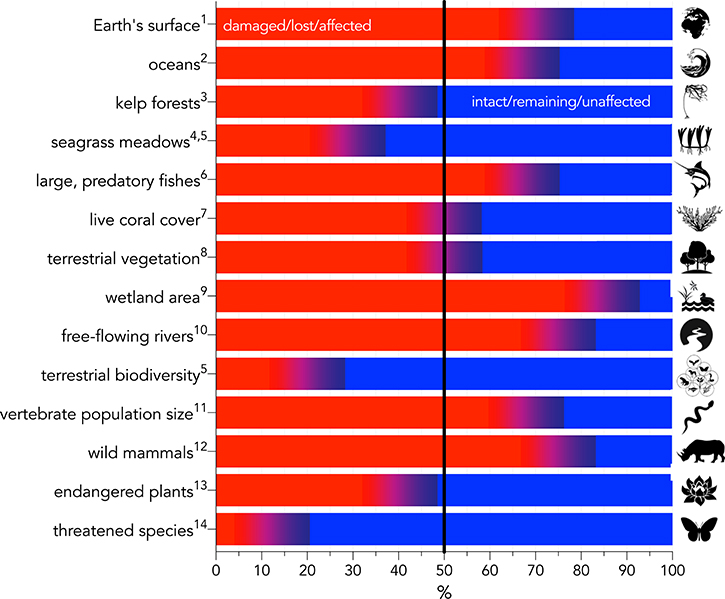
Resum de les principals categories de canvis ambientals relacionats amb la biodiversitat, expressades en percentatge de canvis impulsats per l’ésser humà (en vermell) en relació amb la línia de base (blau)

La pèrdua de biodiversitat inclou l'extinció d'espècies a tot el món, així com la reducció o pèrdua local d'espècies en un determinat hàbitat, cosa que provoca una pèrdua de diversitat biològica. Aquest darrer fenomen pot ser temporal o permanent, depenent de si la degradació ambiental que condueix a la pèrdua és reversible mitjançant la restauració ecològica/resiliència ecològica o és efectivament permanent (per exemple, mitjançant la pèrdua de terres). L'extinció mundial està impulsada per activitats humanes que superen les fronteres planetàries com a part de l'Antropocè i fins ara s'ha demostrat que són irreversibles.
Tot i que la pèrdua permanent d'espècies global és un fenomen més dramàtic i tràgic que els canvis regionals en la composició de les espècies, fins i tot els canvis menors d'un estat estable i saludable poden tenir una influència dramàtica sobre la xarxa tròfica i la cadena tròfica en la mesura que les reduccions en una sola espècie poden afectar negativament tota la cadena (coextinció), que condueix a una reducció global de la biodiversitat, malgrat possibles estats estables alternatius d'un ecosistema. La reducció de la biodiversitat condueix en particular a la reducció dels serveis ecosistèmics i, finalment, suposa un perill immediat per a la seguretat alimentària, però també pot tenir conseqüències més duradores sobre la salut pública per als humans.
Les organitzacions ecologistes internacionals fan campanyes per evitar la pèrdua de biodiversitat des de dècades, els funcionaris de salut pública l'han integrat en l'enfocament d'Una sola salut per a les pràctiques de salut pública i la preservació creixent de la biodiversitat forma part de la política internacional. Per exemple, el Conveni sobre la diversitat biològica dels Nacions Unides se centra en la prevenció de la pèrdua de biodiversitat i la conservació proactiva de les zones salvatges. Actualment, el compromís i els objectius internacionals d'aquest treball estan plasmats en l'Objectiu de desenvolupament sostenible 15 «Vida a la terra» i l'Objectiu de desenvolupament sostenible 14 «Vida sota l'aigua». No obstant això, l'informe del Programa de les Nacions Unides per al Medi Ambient sobre «Fer la pau amb la natura» publicat el 2020 va trobar que la majoria d'aquests esforços no havien assolit els objectius internacionals.